# Jovo Damjanović
Jovo Damjanović (Nikšić, 24 de diciembre de 1996) es un jugador de balonmano nacido en Montenegro, pero nacionalizado catarí, que juega de pívot en el RK Železničar 1949 serbio. Es internacional con la selección de balonmano de Catar.
Con la selección ganó la medalla de plata en el Campeonato Mundial de Balonmano Masculino de 2015.

## Palmarés

### El Jaish
- Liga de Catar de balonmano

### PSG
- Copa de la Liga de balonmano (1): 2018
- Copa francesa de balonmano (1): 2018
- Liga francesa de balonmano (1): 2018

## Clubes
- El Jaish ( -2017)
- Paris Saint-Germain (2017-2018)[2]
- RK Železničar 1949 (2018- )